# CBS Records
CBS Records (también conocida como CBS Records International) fue una compañía discográfica estadounidense, y una de las más conocidas debido a que es perteneciente a la famosa cadena estadounidense de televisión: CBS (Columbia Broadcasting System, Inc), fundada en 1962 inicialmente por Harvey Schein pero que ha tenido distintos accionistas a través del tiempo.
A pesar del tiempo aún la discográfica sigue activa y su música, aparte de Columbia Records, Philips Records y Sony Music Entertainment, también colaboran distintas discográficas que la distribuyen actualmente.
En 1990 CBS Records fue adquirida por Sony Music Entertainment al igual que fueron adquiridos los derechos de la discográfica. Ese fue el cese de la discográfica.
En el 2006 la misma compañía abrió una discográfica con el mismo nombre CBS Records (2006) que es subsidiaria de CBS.
- Datos: Q5009264
- Multimedia: CBS Records International / Q5009264